# Єрмаков Рудольф Іванович
Рудольф Іванович Єрмаков (Гольдштейн) (15 серпня 1938, Дніпропетровськ — 16 травня 2014, Ізраїль) — радянський, український шахіст, чемпіон України із шахів 1965 року.

## Біографія
Рудольф Гольдштейн народився у Дніпропетровську 15 серпня 1938 року. У 1957 році був учасником юнацької першості СРСР. Учасник командного чемпіонату УРСР у складі команди Дніпропетровської області, що проходив у Запоріжжі в 1961 році (3-тя шахівниця). У січні 1964 року став чемпіоном Дніпропетровської області, двічі був срібним — у 1961 (розділив 2-4 місця) і 1965 роках, та бронзовим призером (1967) чемпіонату Дніпропетровської області. Також посів 3-ті місця у шаховому фестивалі Дніпропетровської області (4-20 жовтня 1969 р., 10 із 13 очок) та в турнірі найсильніших шахістів області, що проходив у 1970 році.
У червні 1965 року став переможцем XXXIV чемпіонату Української РСР, що проходив у Дніпропетровську. У чемпіонаті не взяв участь жоден з майстрів спорту, так як турнір не мав статус відбіркового на першість СРСР. Гольдштейн був єдиним чемпіоном України, який у ранзі кандидата у майстри спорту виграв турнір такого високого рівня, і не став майстром спорту. Відразу після його перемоги було запроваджено правило, згідно якого, переможець чемпіонату республіки автоматично ставав майстром спорту.
Гольдштейн був учасником ще двох першостей України, у яких брали участь практично найсильніші шахісти республіки, але суттєвих успіхів не досягнув, зокрема у 1962 році розділив 15-17 місця, а у 1966 році посів 14 місце.
У кінці 1960-х після виходу на пенсію за пільговим стажем (працював 10 років помічником машиніста паровозу на заводі імені Петровського) вирішив зробити у своєму житті докорінні зміни: змінив місце проживання з Дніпропетровська на Дніпродзержинськ, перейшов на роботу тренером у шаховий клуб «Прометей» при Придніпровському хімічному заводі), вдруге одружився та взяв прізвище другої дружини ставши Єрмаковим Рудольфом Івановичем.
Отримавши ще у 1963 році спеціальність шахового тренера, переїхавши в Дніпродзержинськ Рудольф Єрмаков доволі швидко виховав групу здібних молодих шахістів, які досягли рівня першого розряду та кандидата у майстри спорту. Одним із його тренерських успіхів можна вважати перемогу Олександра Яговдіка у чемпіонаті України серед 18-річних шахістів.
Одним із найкращих турнірних успіхів Єрмакова в дніпродзержинський період його біографії стало 4-те місце чемпіонату Дніпропетровської області 1976 року. Його все частіше стали запрошувати на різні змагання шаховим суддею. У 1980-х він очолював Дніпродзержинську міську федерацію шахів.
У 1996 році Рудольф Єрмаков переселився на постійне місце проживання в Ізраїль. Помер 16 травня 2014 року. Його син — Владислав Рудольфович Єрмаков є організатором та спонсором шахового меморіалу батька, що проходить у м.Кам'янське.

## Результати виступів у чемпіонатах України
| Рік  | Місто           | Турнір                 | + | − | = | Результат | Місце   |
| ---- | --------------- | ---------------------- | - | - | - | --------- | ------- |
| 1962 | Київ            | 31-й чемпіонат України | 1 | 8 | 8 | 5 з 17    | 15 — 17 |
| 1965 | Дніпропетровськ | 34-й чемпіонат України | 5 | 1 | 5 | 7½ з 11   | Gold    |
| 1966 | Київ            | 35-й чемпіонат України | 3 | 8 | 6 | 6 з 17    | 14      |